# Campeonato Mundial de Judô de 2009
O Campeonato Mundial de Judô de 2009 foi realizado na cidade de Roterdã, nos Países Baixos, entre 26 e 30 de agosto. Quatorze categorias foram disputadas.

## Categorias
| Masculino                | Data      |
| ------------------------ | --------- |
| Até 60 kg masculino      | 26/agosto |
| Até 66 kg masculino      | 26/agosto |
| Até 73 kg masculino      | 27/agosto |
| Até 81 kg masculino      | 28/agosto |
| Até 90 kg masculino      | 29/agosto |
| Até 100 kg masculino     | 30/agosto |
| Mais de 100 kg masculino | 30/agosto |

| Feminino               | Data      |
| ---------------------- | --------- |
| Até 48 kg feminino     | 26/agosto |
| Até 52 kg feminino     | 27/agosto |
| Até 57 kg feminino     | 27/agosto |
| Até 63 kg feminino     | 28/agosto |
| Até 70 kg feminino     | 29/agosto |
| Até 78 kg feminino     | 29/agosto |
| Mais de 78 kg feminino | 30/agosto |

## Países participantes
103 países participaram do campeonato:
| - Alemanha - Andorra - Argélia - Argentina - Armênia - Aruba - Austrália - Áustria - Azerbaijão - Bahamas - Barbados - Bélgica - Bielorrússia - Bósnia e Herzegovina - Botswana - Brasil - Bulgária - Camarões - Canadá - Cazaquistão - Chile - China - Chipre - Colômbia - Coreia do Norte - Coreia do Sul | - Costa Rica - Croácia - Cuba - Dinamarca - Egito - Equador - Eslováquia - Eslovênia - Espanha - Estados Unidos - Estónia - Filipinas - Finlândia - França - Geórgia - Gana - Grécia - Haiti - Hungria - Iêmen - Islândia - Índia - Ilhas Salomão - Irão - Israel - Itália | - Japão - Jordânia - Kosovo - Letônia - Líbano - Líbia - Liechtenstein - Lituânia - Luxemburgo - Macedônia do Norte - Marrocos - México - Moçambique - Moldávia - Mongólia - Montenegro - Nigéria - Noruega - Nova Zelândia - Países Baixos - Palestina - Papua-Nova Guiné - Paraguai - Peru - Polónia - Porto Rico | - Portugal - Quirguistão - Reino Unido - Chéquia - República Dominicana - Roménia - Rússia - Samoa - Senegal - Sérvia - Síria - Sri Lanka - Suécia - Suíça - Tajiquistão - Tailândia - Taipé Chinesa - Tunísia - Turquia - Turquemenistão - Ucrânia - Uganda - Uruguai - Uzbequistão - Venezuela |

## Quadro de medalhas
País sede destacado.
| Ordem | País            |    |    |    |    |
| 1     | Japão           | 3  | 1  | 3  | 7  |
| 2     | Coreia do Sul   | 2  |    | 3  | 5  |
| 3     | França          | 2  |    | 1  | 3  |
| 4     | Países Baixos   | 1  | 2  |    | 3  |
| 5     | Rússia          | 1  | 1  | 1  | 3  |
| 6     | Ucrânia         | 1  | 1  |    | 2  |
| 7     | China           | 1  |    | 1  | 2  |
| 8     | Cazaquistão     | 1  |    |    | 1  |
| 8     | Colômbia        | 1  |    |    | 1  |
| 8     | Mongólia        | 1  |    |    | 1  |
| 11    | Cuba            |    | 2  | 1  | 3  |
| 11    | Espanha         |    | 2  | 1  | 3  |
| 13    | Hungria         |    | 1  | 2  | 3  |
| 14    | Coreia do Norte |    | 1  |    | 1  |
| 14    | Portugal        |    | 1  |    | 1  |
| 14    | Grã-Bretanha    |    | 1  |    | 1  |
| 14    | Bielorrússia    |    | 1  |    | 1  |
| 18    | Alemanha        |    |    | 4  | 4  |
| 19    | Uzbequistão     |    |    | 2  | 2  |
| 19    | Egito           |    |    | 2  | 2  |
| 21    | Lituânia        |    |    | 1  | 1  |
| 21    | Tunísia         |    |    | 1  | 1  |
| 21    | Israel          |    |    | 1  | 1  |
| 21    | Azerbaijão      |    |    | 1  | 1  |
| 21    | Bélgica         |    |    | 1  | 1  |
| 21    | Itália          |    |    | 1  | 1  |
| 21    | Arménia         |    |    | 1  | 1  |
| TOTAL | TOTAL           | 14 | 14 | 28 | 56 |

## Medalhistas
Masculino
| Evento                              | Ouro | Prata | Bronze |
| Até 60 kg masculino (detalhes)      | [[Ficheiro:{{country_flag_IOC_alias_Georgiy Zantaraya\|}}\|22x20px\|border\|{{country_IOC_alias_Georgiy Zantaraya}}]]Georgiy Zantaraya UKR                         | [[Ficheiro:{{country_flag_IOC_alias_Hiroaki Hiraoka\|}}\|22x20px\|border\|{{country_IOC_alias_Hiroaki Hiraoka}}]]Hiroaki Hiraoka JPN          | [[Ficheiro:{{country_flag_IOC_alias_Hovhannes Davtyan\|}}\|22x20px\|border\|{{country_IOC_alias_Hovhannes Davtyan}}]]Hovhannes Davtyan ARM [[Ficheiro:{{country_flag_IOC_alias_Elio Verde\|}}\|22x20px\|border\|{{country_IOC_alias_Elio Verde}}]]Elio Verde ITA                      |
| Até 66 kg masculino (detalhes)      | [[Ficheiro:{{country_flag_IOC_alias_Tsagaanbaatar Khashbaatar\|}}\|22x20px\|border\|{{country_IOC_alias_Tsagaanbaatar Khashbaatar}}]]Tsagaanbaatar Khashbaatar MGL | [[Ficheiro:{{country_flag_IOC_alias_Sugoi Uriarte\|}}\|22x20px\|border\|{{country_IOC_alias_Sugoi Uriarte}}]]Sugoi Uriarte ESP                | [[Ficheiro:{{country_flag_IOC_alias_Miklós Ungvari\|}}\|22x20px\|border\|{{country_IOC_alias_Miklós Ungvari}}]]Miklós Ungvari HUN [[Ficheiro:{{country_flag_IOC_alias_An Jeong-Hwan\|}}\|22x20px\|border\|{{country_IOC_alias_An Jeong-Hwan}}]]An Jeong-Hwan KOR                      |
| Até 73 kg masculino (detalhes)      | [[Ficheiro:{{country_flag_IOC_alias_Wang Ki-Chun\|}}\|22x20px\|border\|{{country_IOC_alias_Wang Ki-Chun}}]]Wang Ki-Chun KOR                                        | [[Ficheiro:{{country_flag_IOC_alias_Kim Chol Su\|}}\|22x20px\|border\|{{country_IOC_alias_Kim Chol Su}}]]Kim Chol Su PRK                      | [[Ficheiro:{{country_flag_IOC_alias_Mansur Isaev\|}}\|22x20px\|border\|{{country_IOC_alias_Mansur Isaev}}]]Mansur Isaev RUS [[Ficheiro:{{country_flag_IOC_alias_Dirk Van Tichelt\|}}\|22x20px\|border\|{{country_IOC_alias_Dirk Van Tichelt}}]]Dirk Van Tichelt BEL                   |
| Até 81 kg masculino (detalhes)      | [[Ficheiro:{{country_flag_IOC_alias_Ivan Nifontov\|}}\|22x20px\|border\|{{country_IOC_alias_Ivan Nifontov}}]]Ivan Nifontov RUS                                     | [[Ficheiro:{{country_flag_IOC_alias_Siarhei Shundzikau\|}}\|22x20px\|border\|{{country_IOC_alias_Siarhei Shundzikau}}]]Siarhei Shundzikau BLR | [[Ficheiro:{{country_flag_IOC_alias_Kim Jae-Bum\|}}\|22x20px\|border\|{{country_IOC_alias_Kim Jae-Bum}}]]Kim Jae-Bum KOR [[Ficheiro:{{country_flag_IOC_alias_Ole Bischof\|}}\|22x20px\|border\|{{country_IOC_alias_Ole Bischof}}]]Ole Bischof GER                                     |
| Até 90 kg masculino (detalhes)      | [[Ficheiro:{{country_flag_IOC_alias_Lee Kyu-Won\|}}\|22x20px\|border\|{{country_IOC_alias_Lee Kyu-Won}}]]Lee Kyu-Won KOR                                           | [[Ficheiro:{{country_flag_IOC_alias_Kirill Denisov\|}}\|22x20px\|border\|{{country_IOC_alias_Kirill Denisov}}]]Kirill Denisov RUS             | [[Ficheiro:{{country_flag_IOC_alias_Dilshod Choriev\|}}\|22x20px\|border\|{{country_IOC_alias_Dilshod Choriev}}]]Dilshod Choriev UZB [[Ficheiro:{{country_flag_IOC_alias_Hesham Mesbah\|}}\|22x20px\|border\|{{country_IOC_alias_Hesham Mesbah}}]]Hesham Mesbah EGY                   |
| Até 100 kg masculino (detalhes)     | [[Ficheiro:{{country_flag_IOC_alias_Maxim Rakov\|}}\|22x20px\|border\|{{country_IOC_alias_Maxim Rakov}}]]Maxim Rakov KAZ                                           | [[Ficheiro:{{country_flag_IOC_alias_Henk Grol\|}}\|22x20px\|border\|{{country_IOC_alias_Henk Grol}}]]Henk Grol NED                            | [[Ficheiro:{{country_flag_IOC_alias_Ramadan Darwish\|}}\|22x20px\|border\|{{country_IOC_alias_Ramadan Darwish}}]]Ramadan Darwish EGY [[Ficheiro:{{country_flag_IOC_alias_Takamasa Anai\|}}\|22x20px\|border\|{{country_IOC_alias_Takamasa Anai}}]]Takamasa Anai JPN                   |
| Mais de 100 kg masculino (detalhes) | [[Ficheiro:{{country_flag_IOC_alias_Teddy Riner\|}}\|22x20px\|border\|{{country_IOC_alias_Teddy Riner}}]]Teddy Riner FRA                                           | [[Ficheiro:{{country_flag_IOC_alias_Oscar Brayson\|}}\|22x20px\|border\|{{country_IOC_alias_Oscar Brayson}}]]Oscar Brayson CUB                | [[Ficheiro:{{country_flag_IOC_alias_Marius Pashevicius\|}}\|22x20px\|border\|{{country_IOC_alias_Marius Pashevicius}}]]Marius Pashevicius LTU [[Ficheiro:{{country_flag_IOC_alias_Abdullo Tangriev\|}}\|22x20px\|border\|{{country_IOC_alias_Abdullo Tangriev}}]]Abdullo Tangriev UZB |

Feminino
| Evento                            | Ouro | Prata | Bronze |
| Até 48 kg feminino (detalhes)     | [[Ficheiro:{{country_flag_IOC_alias_Tomoko Fukumi\|}}\|22x20px\|border\|{{country_IOC_alias_Tomoko Fukumi}}]]Tomoko Fukumi JPN          | [[Ficheiro:{{country_flag_IOC_alias_Oriana Blanco\|}}\|22x20px\|border\|{{country_IOC_alias_Oriana Blanco}}]]Oriana Blanco ESP                            | [[Ficheiro:{{country_flag_IOC_alias_Frédérique Jossinet\|}}\|22x20px\|border\|{{country_IOC_alias_Frédérique Jossinet}}]]Frédérique Jossinet FRA [[Ficheiro:{{country_flag_IOC_alias_Chung Jung-Yeon\|}}\|22x20px\|border\|{{country_IOC_alias_Chung Jung-Yeon}}]]Chung Jung-Yeon KOR |
| Até 52 kg feminino (detalhes)     | [[Ficheiro:{{country_flag_IOC_alias_Misato Nakamura\|}}\|22x20px\|border\|{{country_IOC_alias_Misato Nakamura}}]]Misato Nakamura JPN    | [[Ficheiro:{{country_flag_IOC_alias_Yanet Bermoy\|}}\|22x20px\|border\|{{country_IOC_alias_Yanet Bermoy}}]]Yanet Bermoy CUB                               | [[Ficheiro:{{country_flag_IOC_alias_Ana Carrascosa\|}}\|22x20px\|border\|{{country_IOC_alias_Ana Carrascosa}}]]Ana Carrascosa ESP [[Ficheiro:{{country_flag_IOC_alias_Romy Tarangul\|}}\|22x20px\|border\|{{country_IOC_alias_Romy Tarangul}}]]Romy Tarangul GER                      |
| Até 57 kg feminino (detalhes)     | [[Ficheiro:{{country_flag_IOC_alias_Morgane Ribout\|}}\|22x20px\|border\|{{country_IOC_alias_Morgane Ribout}}]]Morgane Ribout FRA       | [[Ficheiro:{{country_flag_IOC_alias_Telma Monteiro\|}}\|22x20px\|border\|{{country_IOC_alias_Telma Monteiro}}]]Telma Monteiro POR                         | [[Ficheiro:{{country_flag_IOC_alias_Kifayat Gasimova\|}}\|22x20px\|border\|{{country_IOC_alias_Kifayat Gasimova}}]]Kifayat Gasimova AZE [[Ficheiro:{{country_flag_IOC_alias_Hedvig Karakas\|}}\|22x20px\|border\|{{country_IOC_alias_Hedvig Karakas}}]]Hedvig Karakas HUN             |
| Até 57 kg feminino (detalhes)     | [[Ficheiro:{{country_flag_IOC_alias_Yoshie Ueno\|}}\|22x20px\|border\|{{country_IOC_alias_Yoshie Ueno}}]]Yoshie Ueno JPN                | [[Ficheiro:{{country_flag_IOC_alias_Elisabeth Willeboordse\|}}\|22x20px\|border\|{{country_IOC_alias_Elisabeth Willeboordse}}]]Elisabeth Willeboordse NED | [[Ficheiro:{{country_flag_IOC_alias_Claudia Malzahn\|}}\|22x20px\|border\|{{country_IOC_alias_Claudia Malzahn}}]]Claudia Malzahn GER [[Ficheiro:{{country_flag_IOC_alias_Alice Schlesinger\|}}\|22x20px\|border\|{{country_IOC_alias_Alice Schlesinger}}]]Alice Schlesinger ISR       |
| Até 70 kg feminino (detalhes)     | [[Ficheiro:{{country_flag_IOC_alias_Yuri Alvear\|}}\|22x20px\|border\|{{country_IOC_alias_Yuri Alvear}}]]Yuri Alvear COL                | [[Ficheiro:{{country_flag_IOC_alias_Anett Mészáros\|}}\|22x20px\|border\|{{country_IOC_alias_Anett Mészáros}}]]Anett Mészáros HUN                         | [[Ficheiro:{{country_flag_IOC_alias_Houda Miled\|}}\|22x20px\|border\|{{country_IOC_alias_Houda Miled}}]]Houda Miled TUN [[Ficheiro:{{country_flag_IOC_alias_Mina Watanabe\|}}\|22x20px\|border\|{{country_IOC_alias_Mina Watanabe}}]]Mina Watanabe JPN                               |
| Até 78 kg feminino (detalhes)     | [[Ficheiro:{{country_flag_IOC_alias_Marhinde Verkerk\|}}\|22x20px\|border\|{{country_IOC_alias_Marhinde Verkerk}}]]Marhinde Verkerk NED | [[Ficheiro:{{country_flag_IOC_alias_Maryna Pryshchepa\|}}\|22x20px\|border\|{{country_IOC_alias_Maryna Pryshchepa}}]]Maryna Pryshchepa UKR                | [[Ficheiro:{{country_flag_IOC_alias_Heide Wollert\|}}\|22x20px\|border\|{{country_IOC_alias_Heide Wollert}}]]Heide Wollert GER [[Ficheiro:{{country_flag_IOC_alias_Sun Yi\|}}\|22x20px\|border\|{{country_IOC_alias_Sun Yi}}]]Sun Yi CHN                                              |
| Mais de 78 kg feminino (detalhes) | [[Ficheiro:{{country_flag_IOC_alias_Tong Wen\|}}\|22x20px\|border\|{{country_IOC_alias_Tong Wen}}]]Tong Wen CHN                         | [[Ficheiro:{{country_flag_IOC_alias_Karina Bryant\|}}\|22x20px\|border\|{{country_IOC_alias_Karina Bryant}}]]Karina Bryant GBR                            | [[Ficheiro:{{country_flag_IOC_alias_Idalys Ortiz\|}}\|22x20px\|border\|{{country_IOC_alias_Idalys Ortiz}}]]Idalys Ortiz CUB [[Ficheiro:{{country_flag_IOC_alias_Maki Tsukada\|}}\|22x20px\|border\|{{country_IOC_alias_Maki Tsukada}}]]Maki Tsukada JPN                               |